# Łzawniaki
Łzawniaki (Dacrymycetes Doweld) – klasa grzybów z typu podstawczaków (Basidiomycota). Typem nomenklatorycznym jest Dacrymyces (łzawnik).

## Systematyka
Pozycja w klasyfikacji według Index Fungorum: Dacrymycetaceae, Dacrymycetales, Incertae sedis, Dacrymycetes, Agaricomycotina, Basidiomycota, Fungi.
Według aktualizowanej klasyfikacji Index Fungorum bazującej na Dictionary of the Fungi do klasy tej należą:
- podklasa incertae sedis
  - rząd Dacrymycetales Henn. 1897 – łzawniaki
  - rząd Unilacrymales Shirouzu, Tokum. & Oberw. 2013[2].
  - rząd incertae sedis
    - rodzina Dacryonaemataceae J.C. Zamora & S. Ekman 2020